# Luca Kozák
Luca Kozák (* 1. Juni 1996 in Debrecen) ist eine ungarische Hürdenläuferin, die sich auf die 100-Meter-Distanz spezialisiert hat. Über diese Distanz ist sie aktuell Inhaberin des Landesrekordes und wurde 2022 Vizeeuropameisterin.

## Sportliche Laufbahn
Ihren ersten Wettkampf bei internationalen Meisterschaften bestritt Luca Kozák bei den Jugendweltmeisterschaften 2013 in Donezk, bei denen sie in 13,62 s den siebten Platz im 100-Meter-Hürdenlauf belegte und mit der ungarischen Sprintstaffel (1000 Meter) in 2:09,32 min Rang sechs erreichte. Im Jahr darauf erreichte sie bei den Juniorenweltmeisterschaften in Eugene das Halbfinale und schied dort mit 13,58 s aus und 2015 gewann sie bei den Junioreneuropameisterschaften im schwedischen Eskilstuna in 13,20 s die Silbermedaille hinter der Belarussin Elwira Herman. 2016 qualifizierte sie sich für die Hallenweltmeisterschaften in Portland, schied dort aber über 60 Meter Hürden mit 8,46 s bereits in der ersten Runde aus, wie auch bei den Europameisterschaften in Amsterdam im Juli mit 13,20 s.
2017 erfolgte die Teilnahme an den Halleneuropameisterschaften in Belgrad, bei denen sie in das Semifinale über 60 Meter Hürden gelangte und dort mit 8,27 s ausschied. Bei den U23-Europameisterschaften in Bydgoszcz gewann sie in 13,06 s die Bronzemedaille über die Hürden hinter der Niederländerin Nadine Visser und der Belarussin Herman und belegte mit der ungarischen 4-mal-100-Meter-Staffel in 45,03 s den sechsten Platz. Im August nahm sie an den Weltmeisterschaften in London teil und scheiterte dort mit 13,17 s bereits im Vorlauf. Bei den Weltstudentenspielen in Taipeh zwei Wochen später gewann sie in 13,19 s die Bronzemedaille hinter Visser und Herman. 2018 qualifizierte sich Kozák für die Hallenweltmeisterschaften in Birmingham, bei denen sie mit 8,24 s im Halbfinale ausschied. Im August schied sie bei den Europameisterschaften in Berlin mit 12,96 s im Halbfinale aus und erreichte auch mit der ungarischen Staffel in 44,15 s nicht das Finale. Im Jahr darauf gelangte sie bei den Halleneuropameisterschaften in Glasgow über 60 Meter Hürden bis in das Finale und stellte im Halbfinale mit 7,97 s einen neuen Landesrekord auf. Sie konnte anschließend aber nicht am Finale teilnehmen. Anfang Oktober gelangte sie bei den Weltmeisterschaften in Doha bis in das Halbfinale, in dem sie mit 12,87 s ausschied. 2020 verbesserte sie in Székesfehérvár den ungarischen Rekord von Xénia Siska aus dem Jahr 1984 um fünf Hundertstelsekunden auf 12,71 s. 2021 belegte sie bei den Halleneuropameisterschaften in Toruń in 8,01 s den achten Platz über 60 Meter Hürden und wurde zum Auftakt der Diamond League in 13,37 s Zweite beim British Grand Prix, ehe sie in 12,87 s beim P-T-S Meeting siegte. Im Juni siegte sie dann in 12,90 s bei den Paavo Nurmi Games und nahm daraufhin an den Olympischen Sommerspielen in Tokio teil, bei denen sie ihren Lauf im Halbfinale nicht beenden konnte.
2022 gewann sie bei den Europameisterschaften in München in 12,69 s die Silbermedaille über 100 Meter Hürden hinter der Polin Pia Skrzyszowska und im Jahr darauf wurde sie bei der 2. Liga der Team-Europameisterschaft im Rahmen der Europaspiele in 12,89 s Erste. Anschließend schied sie bei den Heimweltmeisterschaften in Budapest mit 12,73 s im Halbfinale aus. 2024 belegte sie bei den Hallenweltmeisterschaften in Glasgow in 8,01 s den achten Platz über 60 Meter Hürden. Im Juni schied sie bei den Europameisterschaften in Rom mit 13,01 s im Halbfinale über 100 Meter Hürden aus, ehe sie im August bei den Olympischen Sommerspielen in Paris mit 12,96 s in der Hoffnungsrunde ausschied. Im Jahr darauf erreichte sie bei den Halleneuropameisterschaften in Apeldoorn das Finale über 60 m Hürden und kam dort nicht ins Ziel.
In den Jahren von 2018 bis 2023 wurde Kozák ungarische Meisterin im 100-Meter-Hürdenlauf und 2020 und 2021 siegte sie auch im 100-Meter-Lauf. In der Halle siegte sie 2020 und 2022 über 60 Meter Hürden.

## Persönliche Bestzeiten
- 100 Meter: 11,45 s (+0,4 m/s), 7. Juli 2023 in Budapest
  - 60 Meter (Halle): 7,40 s, 30. Januar 2021 in Budapest
- 200 Meter: 23,92 s (+1,6 m/s), 8. September 2018 in Székesfehérvár
  - 200 Meter (Halle): 25,06 s, 21. Februar 2016 in Budapest
- 100 m Hürden: 12,69 s (+0,3 m/s), 21. August 2021 in München (ungarischer Rekord)
  - 60 m Hürden (Halle): 7,92 s, 27. Februar 2022 in Nyíregyháza (ungarischer Rekord)